# Liebnova nagrada
Liebnova nagrada (oziroma nagrada Ignaza Liebna; nemško Ignaz-Lieben-Preis) je avstrijska nagrada, ki jo podeljujejo mladim znanstvenikom s področja molekularne biologije, kemije in fizike.
Nagrado so imenovali avstrijska Nobelova nagrada. Ima podoben namen, je pa nekoliko starejša. Avstrijski trgovec Ignaz L. Lieben, katerega družina je podpirala več človekoljubnih dejavnosti, je v svoji oporoki določil naj 6000 goldinarjev uporabijo »za splošno dobro«. Leta 1863 so ta denar dali Avstrijski kraljevi akademiji znanosti, in ustanovili Nagrado Ignaza Liebna. Vsake tri leta naj bi dali 900 goldinarjev avstrijskemu znanstveniku s področja kemije, fizike ali fiziologije. Ta vsota je v grobem odgovarjala 40 % letnega prihodka univerzitetnega profesorja.
Od leta 1900 so nagrado podeljevali vsako leto. Denarno podporo je Liebnova družina povišala dvakrat. Ko je zaradi inflacije po 1. svetovni vojni pomoč izgubila svojo vrednost, je družina prenesla ustrezno vsoto vsako leto Avstrijski akademiji znanosti. Ker so družino preganjali nacisti, so leta 1938 po priključitvi Avstrije Tretjemu rajhu prenehali s podelitvijo nagrade.
Leta 2004 so začeli nagrado ponovno podeljevati s pomočjo Isabel Bader in Alfreda Baderja, ki sta leta 1938 pri štirinajstih uspešno pobegnila iz Avstrije v Združeno kraljestvo. Sedaj nagrada ustreza 18.000 ameriškim dolarjem. Podeljujejo jo vsako leto mladim znanstvenikom, ki delujejo v Avstriji, Bosni in Herecgovini, Češki, Hrvaški, Madžarski, Slovaški ali Sloveniji (v državah s področja nekdanje Avstro-Ogrske sto let pred tem), in na področju molekularne biologije, kemije ali fizike.

## Prejemniki
Nagrado sta dvakrat prejela Linnemann in Exner.
- 2022 Dennis Kurzbach
- 2021 Kristin Tessmar-Raible
- 2020 Norbert Werner
- 2019 Gašper Tkačik
- 2018 Nuno Maulide
- 2017 Iva Tolić
- 2016 Illés Farkas
- 2015 Francesca Ferlaino
- 2014 Jana Roithová
- 2013 Barbara Kraus
- 2012 Michael Sixt
- 2011 Mihály Kovács
- 2010 Robert Kralovics
- 2009 Frank Verstraete [1]
- 2008 Csaba Pál
- 2007 Markus Aspelmeyer
- 2006 Andrius Baltuska
- 2005 Ronald Micura
- 2004 Zoltan Nusser

- 1937 Marietta Blau, Hertha Wambacher
- 1936 Franz Lippay, Richard Rössler
- 1935 Armin Dadieu
- 1934 Eduard Haschek
- 1933 Ferdinand Scheminzky
- 1932 Georg Koller
- 1931 Karl Höfler
- 1930 Wolf Johannes Müller
- 1929 Karl Przibram
- 1927 Otto Porsch, Gustav Klein
- 1926 Adolf Franke
- 1925 Lise Meitner
- 1924 Otto Loewi, Ernst Peter Pick
- 1923 Otto von Fürth
- 1922 Karl Wilhelm Friedrich Kohlrausch
- 1921 Karl von Frisch
- 1920 Ernst Späth
- 1919 Victor Franz Hess
- 1918 Eugen Steinach
- 1917 Wilhelm Schlenk
- 1916 Friedrich Adolf Paneth
- 1915 Wilhelm Trendelenburg
- 1914 Friderik Pregl
- 1913 Stefan Meyer
- 1912 Oswald Richter
- 1911 Friedrich Emich
- 1910 Felix Ehrenhaft
- 1909 Eugen Steinach
- 1908 Paul Friedlaender
- 1907 Hans Benndorf
- 1906 Arnold Durig
- 1905 Rudolf Wegscheider, Hans Meyer
- 1904 Franz Schwab
- 1903 Josef Schaffer
- 1902 Josef Herzig
- 1901 Josef Liznar
- 1900 Theodor Beer, Oskar Zoth
- 1898 Konrad Natterer
- 1895 Josef Maria Eder, Eduard Valenta
- 1892 Guido Goldschmiedt
- 1889 Sigmund Exner
- 1886 Zdenko Hans Skraup
- 1883 Victor von Ebner
- 1880 Hugo Weidel
- 1877 Sigmund Exner
- 1874 Eduard Linnemann
- 1871 Leander Ditscheiner
- 1868 Eduard Linnemann, Karl von Than
- 1865 Jožef Stefan